# (1089) Tama
(1089) Tama és un asteroide que forma part del cinturó d'asteroides i va ser descobert el 17 de novembre de 1927 per Okurō Oikawa des de l'observatori astronòmic de Tòquio, al Japó.
Inicialment va rebre la designació de 1927 WB. Posteriorment es va anomenar pel Tama, un riu del Japó.
Tama està situat a una distància mitjana del Sol de 2,214 ua, podent acostar-s'hi fins a 1,931 ua i allunyar-se'n fins a 2,496 ua. Té una inclinació orbital de 3,727° i una excentricitat de 0,1275. Empra 1203 dies a completar una òrbita al voltant del Sol. Tama forma part de la família asteroidal de Flora.